# Palaverbaum

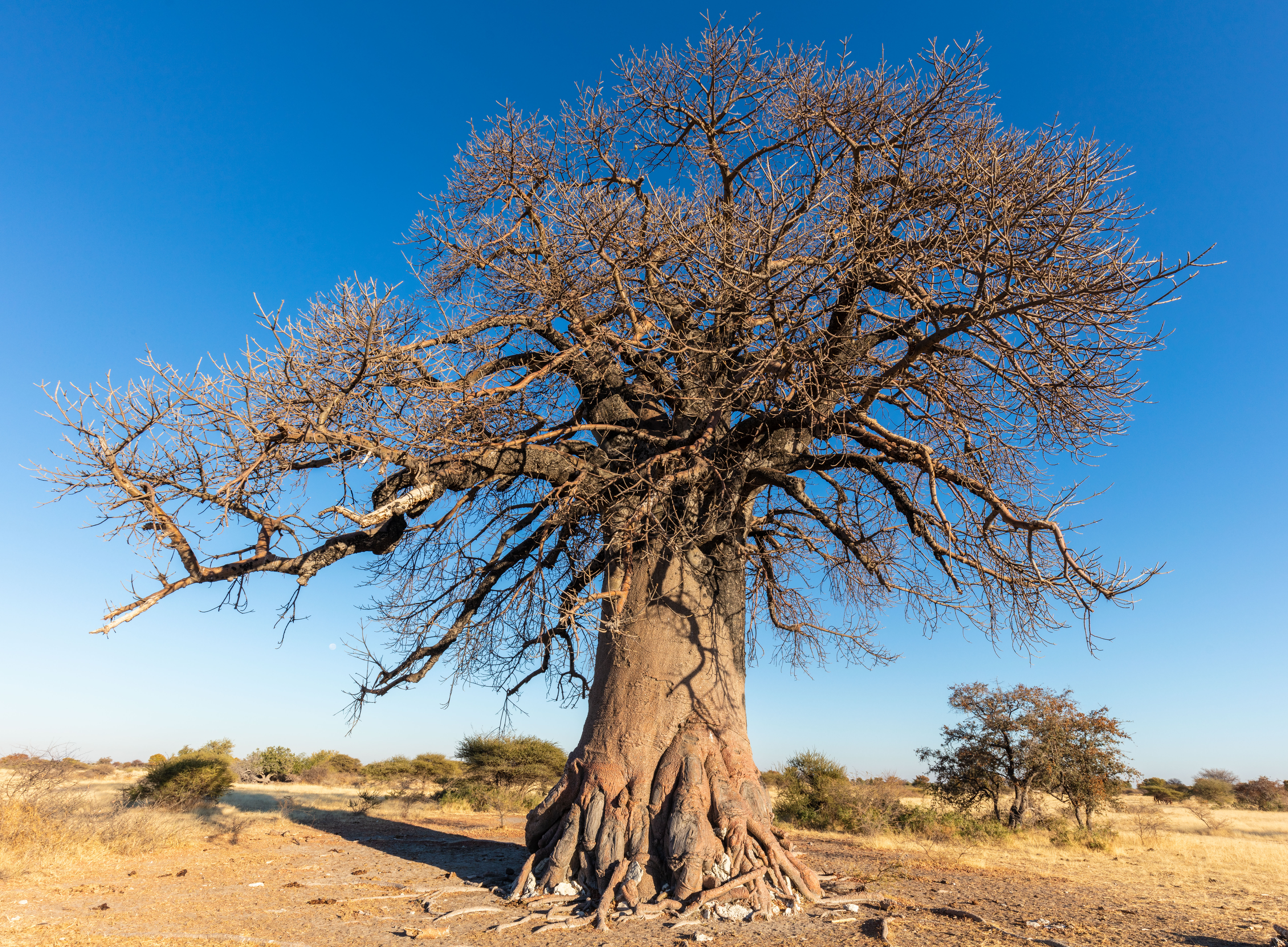
Afrikanischer Affenbrotbaum in Botswana

Ein Palaverbaum (französisch arbre à palabres) bezeichnet, besonders im frankophonen Teil Afrikas, einen Baum, unter dessen Schatten sich traditionell eine Dorfgemeinschaft trifft und über alltägliche Dinge austauscht („palavern“). Häufig handelt es sich bei dem Baum um einen Affenbrotbaum.
Der Palaverbaum ist nicht nur ein Ort des sozialen Austauschs, sondern auch ein Versammlungsort für basisdemokratische Entscheidungen. Auch können Konflikte zwischen zwei Parteien unter dem Palaverbaum gewaltlos beigelegt werden. In Gabun bezeichnet er einen studentischen Treffpunkt für den gegenseitigen Austausch.
Metonymisch kann ein Palaverbaum einen Treffpunkt mit vergleichbaren Aufgaben bezeichnen. Da solche Treffen nicht notwendigerweise unter Bäumen stattfinden, sondern durchaus in Häusern, wird in der französischsprachigen Literatur auch kurz von palabre gesprochen.

## Künstlerische Rezeption
In Anlehnung an die Palaverbäume entwarf der Architekt Diébédo Francis Kéré ein neues Parlamentsgebäude für die Nationalversammlung von Benin, das sich zurzeit noch im Bau befindet. Damit soll an die demokratischen Strukturen von früher angeknüpft werden. Kéré zeigte 2021 in seiner Ausstellung Arbre à Palabres zahlreiche geplante und realisierte Projekte seines Architekturbüros.

## In anderen Ländern
Im deutschsprachigen Europa haben Dorfeichen oder Dorflinden eine ähnliche Funktion.